# Henryk Dworznik
Henryk Dworznik – polski „Sprawiedliwy wśród Narodów Świata”.

## Życiorys
W trakcie II wojny światowej pomagał Żydom. Zamieszkiwał wówczas w Skierniewicach. Przygarnął pod swój dach Helenę Stein - uciekinierkę z getta warszawskiego, która opuściła jego mury podczas powstania w 1943 r. Wraz z mężem ukrywała się przed Niemcami, jej małżonek został jednak wychwyty i zamordowany. Ona sama zwróciła się o pomoc właśnie do Dworznika, którzy przyjął ją bez wahania. Choć Dworznik wiedział, że jest to żydowska uchodźczyni, zabrał ze sobą Stein do domu i opiekował się nią, nie oczekując niczego w zamian. Po dostarczeniu jej dokumentów zmarłej kobiety ze wsi, Stein przeniosła się na wschód, do miasta Zaleszczyki. Po jej wyjeździe, Henryk Dworznik pomagał innym Żydom. 
Był również żołnierzem Armii Krajowej o pseudonimie "Gryf". 
29 kwietnia 1969 r. Instytut Jad Waszem uhonorował Henryka Dworznika medalem „Sprawiedliwy wśród Narodów Świata”.